# Muralla d'Altafulla
La Muralla d'Altafulla és un monument del municipi d'Altafulla declarat bé cultural d'interès nacional.

## Descripció
La muralla d'Altafulla no es conserva sencera, només queden restes del que fou el recinte emmurallat de la ciutat primitiva.
Es va començar a construir el segle XIV i fou reconstruïda després del segle xvii. És una obra feta amb pedra i calç, amb torres diverses i diferents portes. Les portes que es conserven estan al carrer de Dalt, el carreró dels Espinac i a la Plaça del Pou.
Aquesta edificació emmarcaven la vila closa i protegien la ciutat de les possibles embranzides dels enemics. Hem de pensar que la vila hauria de tenir un paper de primera fila a les successives lluites de la seva història.
El conjunt de la vila closa fou reformat després de la revolta del sis-cents i durant el segle xviii. El portal de la casa Gran porta la data "1678" a la dovella central i el de la plaça del Pou "1618". El desenvolupament urbanístic del segle xviii superà el recinte emmurallat i deixà sense ús defensiu les dues torres, per la qual cosa foren habilitades per a viure-hi, ja que una d'elles està al bell mig de la població.